# Заза, Карим
Карим Заза (араб. كريم زازا‎; 9 января 1975, Брённбю) — датский и марокканский футболист, вратарь. Выступал за датские клубы «Копенгаген», «Оденсе», «Брондбю», «Ольборг» и «Веннсюссель», а также за немецкий «Рот-Вайсс» (Эссен). Трижды признавался лучшим вратарём чемпионата Дании. Сыграл пять матчей за национальную сборную Марокко. После завершения игровой карьеры в 2014 году Заза перешёл на тренерскую работу, в настоящее время является ассистентом главного тренера в клубе «Веннсюссель».

## Клубная карьера
Заза является воспитанником футбольного клуба «Брондбю», из которого он в 1995 году, не сыграв ни одного матча за основной состав, перешёл в «Копенгаген». Заза выступал за эту команду на протяжении пяти лет, но стабильное место в составе имел лишь в сезоне 1997/1998, в котором «Копенгаген» стал бронзовым призёром чемпионата Дании. В 2000 году Заза дважды отправлялся в аренду, сначала во «Фремад Амагер» (сыграл 1 матч), затем в «Силькеборг» (не сыграл ни одного матча), а затем на постоянной основе подписал контракт с клубом «Оденсе».
В «Оденсе» Заза по-настоящему раскрылся, играл регулярно и стабильно. Три года подряд, с 2001 по 2003, он признавался лучшим вратарём чемпионата Дании. Последнюю награду он получил уже после перехода в «Брондбю» летом 2003 года. После возвращения в свой первый клуб Заза в качестве основного вратаря отыграл один сезон, но в начале сезона 2004/2005 получил серьёзную травму и надолго выбыл из строя. В его отсутствие более молодой вратарь Каспер Анкергрен сумел закрепиться в основном составе и набрать хорошую форму. Восстановившись после травмы Заза вынужден был довольствоваться ролью резервного вратаря команды. Лишь во второй половине сезона 2005/2006 он снова получил игровую практику.
Летом 2006 года, став свободным агентом, Заза перешёл в клуб немецкой Второй Бундеслиги «Рот-Вайсс» (Эссен), с которым заключил контракт на два года. Второй год контракта был гарантирован лишь в случае сохранения клубом по итогам первого сезона места во Второй Бундеслиге. Весь сезон 2006/2007 Заза провёл в качестве основного вратаря «Рот-Вайсс», но не сумел помочь команде избежать вылета. Получив статус свободного агента, он летом 2007 года вернулся в Данию и подписал контракт с клубом «Ольборг». На протяжении четырёх сезонов Заза являлся основным вратарём команды, сыграл за неё 149 официальных матчей. В 2008 году он помог клубу выиграть чемпионат Дании и пройти в групповой турнир Лиги чемпионов, где защищал ворота во всех шести матчах. В матче с «Селтиком» 18 сентября 2008 года Заза отбил пенальти, исполненный Барри Робсоном, что позволило «Ольборгу» удержать ничью и заработать первое очко в турнире.
По окончании сезона 2010/2011 руководство «Ольборга» не стало предлагать Кариму новый контракт, в результате чего он получил статус свободного агента. Летом 2011 года Заза перешёл в клуб Первого дивизиона (вторая по значимости лига чемпионата Дании) «Веннсюссель», за который отыграл следующие три сезона. В свой последний сезон он играл нерегулярно из-за проблем с коленом. В мае 2014 года Заза принял решение завершить футбольную карьеру в возрасте 39 лет.

## Выступления за сборную
Хотя Заза родился в Дании, марокканское происхождение его родителей дало ему право выступать за национальную сборную Марокко. 4 июня 2000 года он дебютировал в составе сборной, отстояв в воротах весь матч со сборной Ямайки. Встреча проходила в рамках товарищеского турнира короля Хассана II и завершилась со счётом 1:0 в пользу марокканцев. Летом 2000 года Заза присутствовал в заявке марокканской сборной на матчи отборочного турнира к чемпионату мира 2002 года, однако на поле не выходил.
После продолжительного отсутствия Заза вновь сыграл за сборную в нескольких товарищеских матчах, проходивших в 2008 и 2009 годах. 28 марта 2009 года он принял участие в матче отборочного турнира к чемпионату мира 2010 года против сборной Габона. Встреча завершилась со счётом 1:2 в пользу габонцев. Оставшиеся матчи турнира Заза провёл в запасе и больше не играл за сборную. В общей сложности за сборную Марокко он сыграл 5 матчей, из которых один носит неофициальный статус.

## Тренерская деятельность
В июле 2014 года, вскоре после завершения игровой карьеры, Заза принял приглашение Микаэля Лаудрупа войти в его тренерский штаб в катарском клубе «Лехвия» и занять должность тренера вратарей. В сезоне 2014/2015 Лаудруп привёл «Лехвию» к победе в чемпионате и Кубке Наследного принца Катара, но после завершения сезона не стал продлевать контракт с клубом. Заза покинул «Лехвию» вслед за Лаудрупом летом 2015 года. В июле 2016 года он вернулся «Веннсюссель», получив должность помощника тренера в штабе Иоакима Маттссона.